# Sigismondo Montani
Sigismondo Montani (Teramo, 1903 – Teramo, 1972) è stato un ingegnere e politico italiano.

## Biografia
Nato a Teramo nel 1903 da Bartolomeo Montani, esponente della borghesia cittadina, avvocato e politico eletto più volte consigliere nell'amministrazione comunale teramana, svolse la professione di ingegnere. Gli si devono molti interventi edilizi e urbanistici a Teramo negli anni trenta, come per esempio i lavori di recupero dell'area del teatro romano, il progetto del  palazzo del Consiglio provinciale dell'economia corporativa, insieme a Vincenzo Pilotti, l'edificazione dell'Istituto magistrale "Giannina Milli" (1934-1938), e la stesura del piano regolatore generale della città del 1935, insieme all'architetto Alfredo Scalpelli; fu anche membro della Commissione comunale per il pubblico ornato e per l'edilizia.
Nel 1938 venne nominato commissario prefettizio del comune di Teramo in sostituzione del podestà Giovanni Lucangeli e poco dopo ricevette lui stesso la nomina di podestà di Teramo.
Nel secondo dopoguerra continuò la sua attività di ingegnere nell'ambito dell'edilizia civile, spesso in collaborazione con Alfredo Scalpelli, co-titolare dello studio professionale, progettando case popolari, un nuovo piano regolatore generale di Teramo nel 1958 ed edifici religiosi, come la chiesa parrocchiale di San Pietro Apostolo a Giulianova (1958, realizzata nel 1969-1974).